# Sentieri Frassati
I sentieri Frassati sono percorsi escursionistici di particolare interesse naturalistico, storico e religioso dedicati dal Club Alpino Italiano a Pier Giorgio Frassati tra il 1996 e il 2012 (uno per ogni regione e provincia autonoma italiana oltre ad uno a rappresentare l'Italia in un'auspicabile prossima rete internazionale). A questo progetto hanno collaborato: la Giovane Montagna, l'Azione Cattolica Italiana, la FUCI e l'AGESCI. Tutte le informazioni più aggiornate e complete sono sul rinnovato sito web www.sentierifrassati.org .

## I sentieri
- Abruzzo: Sentiero Frassati dell'Abruzzo
- Basilicata: Sentiero Frassati della Basilicata
- Calabria: Sentiero Frassati delle Serre Calabre
- Campania: Sentiero Frassati di Sala Consilina
- Emilia-Romagna: Sentiero Frassati dell'Emilia Romagna
- Friuli-Venezia Giulia: Sentiero Frassati del Friuli Venezia Giulia
- Lazio: Sentiero Frassati del Lazio
- Liguria: Sentiero Frassati della Liguria
- Lombardia: Sentiero Frassati della Lombardia
- Marche: Sentiero Frassati da Cagli a Fonte Avellana
- Molise: Sentiero Frassati a Civitanova del Sannio (Isernia)
- Piemonte:
  - Sentiero Frassati di Traves
  - Sentiero Frassati della Val Maira
  - Sentiero Frassati Internazionale di Pollone
- Puglia: Sentiero Frassati della Puglia
- Sardegna:Sentiero Frassati della Sardegna
- Sicilia: Sentiero Frassati delle "Terre del Timo" (Monti Iblei)
- Toscana: Sentiero Frassati della Verna
- Trentino-Alto Adige: Sentieri Frassati del Trentino-Alto Adige
- Umbria: Sentiero Frassati dell'Umbria
- Valle d'Aosta: Sentiero Frassati della Valle d'Aosta
- Veneto: Sentiero Frassati del Comelico e Sappada